# يورغ شيفر
يورغ شيفر (بالألمانية: Jörg Schäfer)‏ هو منافس ألعاب قوى ألماني، ولد في 17 يوليو 1959.

## وصلات خارجية
- يورغ شيفر على موقع الاتحاد الدولي لألعاب القوى (الإنجليزية)